# Ústřední dům Ořechovka
Ústřední dům Ořechovka ve Střešovicích v Praze stojí v severní části Macharova náměstí ve čtvrti Ořechovka. Od roku 2016 je chráněn jako nemovitá kulturní památka České republiky. Zároveň je součástí městské památkové zóny Vilová kolonie Ořechovka.

## Historie
Jako ústřední budova kolonie Ořechovka byla tato reprezentativní stavba postavena v roce 1921 podle návrhu architekta Jaroslava Vondráka. Zahrnovala objekty občanské vybavenosti - obchody, kino, restauraci, kavárnu a vinárnu, ordinaci lékařů, knihovnu, poštu a spolkovou místnost. Byla stavěna souběžně s obytnými domy kolonie Ořechovka a jako obchodní a společenské středisko této kolonie. V nově otevřeném kině byl prvním filmovým představením v roce 1923 americký němý film Kid s Charlie Chaplinem v hlavní roli. V roce 1927 došlo k rozšíření objektu o divadelní a taneční sál.
V 70. letech 20. století proběhla první přestavba kina; styl interiéru zůstal zachován včetně prvků původních dveří, kování nebo ozdobných mřížek od vzduchotechniky. V letech 2009–2012 v něm proběhla další rekonstrukce a kino opět otevřelo s částečným provozem nedělních programů pro děti. O tři roky později se uvažovalo o jeho nové rekonstrukci a modernizaci, včetně digitalizace. Objekt je průběžně opravován (v roce 2019 fasáda).